# Ghindărești
Ghindărești è un comune della Romania di 2 747 abitanti, ubicato nel distretto di Costanza, nella regione storica della Dobrugia.